# Aiko Satō
Aiko Satō (jap. 佐藤愛子 Satō Aiko; * 18. Oktober 1983 in Nayoro) ist eine ehemalige japanische Judoka. Sie war 2011 Weltmeisterin und 2007 Weltmeisterschaftsdritte.

## Sportliche Karriere
Aiko Satō kämpfte bis 2004 im Halbleichtgewicht, der Gewichtsklasse bis 52 Kilogramm. 2000 gewann sie eine Bronzemedaille bei den Juniorenweltmeisterschaften, 2001 war sie Zweite der Juniorenasienmeisterschaften, und 2002 gewann sie die Juniorenweltmeisterschaften. Ende 2002 siegte sie beim Fukuoka Cup. Bei den Asienmeisterschaften 2003 in Jeju belegte sie den zweiten Platz hinter der Südkoreanerin Kim Kyung-ok. Ende 2003 siegte sie zum zweiten Mal beim Fukuoka Cup.
Ab 2005 kämpfte Aiko Satō im Leichtgewicht, der Gewichtsklasse bis 57 Kilogramm. Ende 2005 siegte sie zunächst beim Kodokan Cup in Chiba und dann beim Fukuoka Cup. Bei den Asienspielen 2006 in Doha unterlag sie im Finale der Chinesin Xu Yan. Die beiden standen sich im Finale der Asienmeisterschaften 2007 erneut gegenüber, diesmal siegte Aiko Satō. Bei den Weltmeisterschaften in Rio de Janeiro unterlag Aiko Satō der Nordkoreanerin Kye Sun-hui im Halbfinale, im Kampf um Bronze bezwang sie die Italienerin Giulia Quintavalle. 2007 wurde der Fukuoka Cup nicht mehr ausgetragen; erstmals und letztmals standen Frauenwettbewerbe auf dem Programm beim Jigoro Kano Cup; Aiko Satō siegte im Leichtgewicht, wobei sie im Finale die Mongolin Chischigbatyn Erdenet-Od besiegte. Bei den Olympischen Spielen 2008 in Peking unterlag Satō im Viertelfinale der Chinesin Xu Yan. Nach einer Niederlage in der Hoffnungsrunde gegen die Brasilianerin Ketleyn Quadros belegte Aiko Satō insgesamt den siebten Platz.
2010 siegte Aiko Satō bei den Ostasienmeisterschaften. 2011 erreichte sie beim Grand-Slam-Turnier in Paris das Finale und unterlag der Französin Automne Pavia. Zwei Monate später siegte sie bei den Asienmeisterschaften in Abu Dhabi. Im Mai 2011 siegte sie beim Grand-Slam-Turnier in Moskau. Bei den Weltmeisterschaften in Paris bezwang sie im Viertelfinale die Rumänin Corina Stefan und im Halbfinale ihre Landsmännin Kaori Matsumoto; den Weltmeistertitel erkämpfte sie gegen die Brasilianerin Rafaela Silva. Ende 2011 unterlag sie Kaori Matsumoto im Finale des Grand-Slam-Turniers in Tokio. Anfang 2012 verlor sie im Finale des Grand Slams in Paris gegen die Portugiesin Telma Monteiro. Es war Aiko Satōs letztes großes Turnier.